# Droog Design
Droog Design är en nederländsk designgrupp, bildad i Amsterdam 1993 av Gijs Bakker och Renny Ramakers.
Gruppen uppmärksammades på designmässan i Milano 1993, 1995, 1996 och 2000, bland deras kollektioner märks Dry Tech 1 och 2 samt Do create. Han har ofta haft en humoristisk ton i sin produktion. Droog Design har bland annat samarbetat med Rosenthal och Flos. Bland dess formgivare märks bland andra Hella Jongerius och Marcel Wanders.